# Gérald Passi
Gérald Passi (Francia 21 de enero de 1964) es un exfutbolista francés que se desempeñaba como centrocampista.
Gérald Passi jugó 11 veces y marcó 2 goles para la selección de fútbol de Francia entre 1987 y 1988.

## Trayectoria

### Clubes
| Club                 | País    | Año         |
| -------------------- | ------- | ----------- |
| Montpellier HSC      | Francia | 1981 - 1985 |
| Toulouse FC          | Francia | 1985 - 1990 |
| AS Monaco FC         | Francia | 1990 - 1992 |
| AS Saint-Étienne     | Francia | 1992 - 1994 |
| Nagoya Grampus Eight | Japón   | 1995        |

### Selección nacional
| Selección | País    | Año         |
| --------- | ------- | ----------- |
| Absoluta  | Francia | 1987 - 1988 |

## Estadística de equipo nacional
| Selección de fútbol de Francia | Selección de fútbol de Francia | Selección de fútbol de Francia |
| Año                            | Part.                          | Goles                          |
| ------------------------------ | ------------------------------ | ------------------------------ |
| 1987                           | 4                              | 0                              |
| 1988                           | 7                              | 2                              |
| Total                          | 11                             | 2                              |